# Бойня в Кравице
Бойня в Кравице — события, связанные с массовым убийством жителей деревни Кравица вблизи города Братунац[нужна атрибуция мнения].

## Резня на Рождество 1993-го года
В течение лета 1992 года-февраля 1993 года мусульманские формирования из Сребреницы предприняли ряд нападений на сербов в окрестностях Сребреницы, Братунаца и Скелани. В результате атак были сожжены как минимум 50 сел, тысячи сербов вынуждены были их покинуть.
Сербские источники утверждают, что одно из массовых убийств сербов произошло в Кравице на Рождество 7 января 1993 года, когда мусульманские силы армии Боснии и Герцеговины — всего около 3000 солдат под командованием Насера Орича атаковали и заняли деревню, которую защищали менее 300 бойцов местного ополчения. Во время бойни погибли 49 местных жителей, 7 пропали без вести, 82 были ранены, некоторые из которых только что вышли из церкви после рождественского богослужения.
Среди жертв резни, помимо бойцов ополчения были также дети и пожилые люди. Самая младшая жертва, Владимир Гаич — всего четырёх лет от роду. Самой пожилой жертве, которой стала Мара Божич, было 84 года. Всего на территории Кравицы в годы войны были убиты 158 человек. Мусульманские боевики сожгли 690 домов и хоз. построек, была разрушена церковь. До поджога деревни происходило массовое мародёрство, в котором принимали участие солдаты армии Боснии и Герцеговины.
Во время атаки помимо Кравицы пострадали и несколько близлежащих сел, в том числе Ежештица и Шильковичи. В них, как и в самой Кравице, мусульманскими гражданскими лицами, сопровождавшими солдат, было сожжено множество домов.
Однако ряд источников подвергают сомнению сербские данные о количестве погибших гражданских лиц. Некоторые организации, в частности, Human Rights Watch, отмечают, что данные, предоставленные сербской стороной, могут содержать и комбатантов.

## «Кто идёт на Рождество в Кравицу?»
Как утверждает сербский автор, вскоре после уничтожения сербов в Кравице, одним из членов мусульманского подразделения, участвовавшего в массовых убийствах сербов, была написана песня об этих событиях.

## Освещение в СМИ
Сербские источники утверждают, что практически все западные СМИ полностью игнорируют факт бойни в Кравице (в отличие от Резни в Сребренице). Сообщений о бойне не было в эфире и в то время, когда она произошла.